# مومفورد (نیویورک)
مومفورد (به انگلیسی: Mumford) یک منطقهٔ مسکونی در ایالات متحده آمریکا است که در نیویورک واقع شده‌است. مومفورد ۱۸۸٫۰۶ متر بالاتر از سطح دریا واقع شده‌است.